# DR Politik
På DR Politik sendes debatterne fra Folketinget direkte.
DR Politik er en del af DR’s udbud af DAB-kanaler og sender kun når der er debatter. Har man ikke en DAB-modtager, kan debatterne følges på Folketingets hjemmeside, via DR's netradio eller på DR2, normalt frem til kl. 17.